# Josef Nassy
Josef Nassy (Paramaribo, 19 januari 1904 - 1976), geboren als Joseph Johan Cosmo Nassy, was een Surinaams kunstenaar met Amerikaans paspoort van joodse afkomst. Hij leefde in Brussel toen hij in 1942 werd opgepakt en vastgezet in een Duits interneringskamp.

## Biografie

### Vroege leven
Nassy werd op 19 januari 1904 in het Surinaamse Paramaribo geboren als Joseph Johan Cosmo Nassy, zoon van Adolf Nassy, een welgestelde handelaar. Als kind kreeg hij privé-kunstles. In 1919 ging hij met zijn vader, die Suriname ontvluchtte vanwege een hoge belastingschuld, in Brooklyn, New York wonen. Na daar de highschool te hebben afgemaakt, studeerde hij elektrotechniek aan het Pratt Institute. Daarna ging hij voor Melotone Records werken om systemen voor geluidsfilms te installeren in Londen, Parijs en Brussel. Hij gaf een valse geboortedatum en -plaats en de naam Josef Nassy op om in aanmerking te komen voor een Amerikaans paspoort om naar Europa te reizen. Hij bleef tot 1934 bij het bedrijf werken. In datzelfde jaar hernieuwde hij zijn paspoort bij de Ambassade van de Verenigde Staten in Brussel, waardoor hij daar geregistreerd kwam te staan als Amerikaan. Hij gaf bij de hernieuwing geen religieuze achtergrond op. Hij bleef in Brussel wonen en ging schilderlessen volgen. In 1939 trouwde hij met een Belgische vrouw.

### Oorlogsjaren
Toen België bezet werd tijdens de Tweede Wereldoorlog moest hij zich als buitenlander wekelijks bij de politie melden. Op 14 april 1942, vier maanden nadat de Verenigde Staten zich door de Japanse aanval op Pearl Harbor mengden in de oorlog, werd Nassy gearresteerd en naar een kamp in Beverlo en later naar een interneringskamp in Laufen overgebracht. De rest van de oorlog zat Nassy in het kamp in Laufen en in het subkamp in het nabijgelegen Tittmoning. In het interneringskamp kreeg Nassy voedselrantsoenen en schildermaterialen van het Internationale Rode Kruis en YMCA, waarmee hij meer dan tweehonderd schilderijen maakte over het leven in het kamp. Het kamp in Laufen werd bevrijd op 5 mei 1945.

### Naoorlogse periode
Een jaar na de oorlog was Nassy teruggekeerd naar België. Hij haalde al zijn werken uit Duitsland, die hij in de jaren na de oorlog meermaals exposeerde. Nassy overleed in 1976 aan kanker. Het grootste deel van zijn werken is onderdeel van de collectie van het United States Holocaust Memorial Museum.